# Monte Belo (Bocoio)
Monte Belo é uma comuna angolana. Pertence ao município do Bocoio, na província de Benguela.